# برنشفج
برنشفج (بالفرنسية: Robert Brunschvig) Robert Brunschvig (1901 – 1990 م) هو مستشرق فرنسي متخصص في تاريخ الفقه الإسلامي وتاريخ تونس.
من آثاره: «بلاد البربر الشرقية في أثناء حكم الدولة الحفصية، منذ بدايتها حتى نهاية القرن الخامس عشر».